# Isomerida paraba
Isomerida paraba là một loài bọ cánh cứng trong họ Cerambycidae.